# Gustavo Sánchez Galarraga

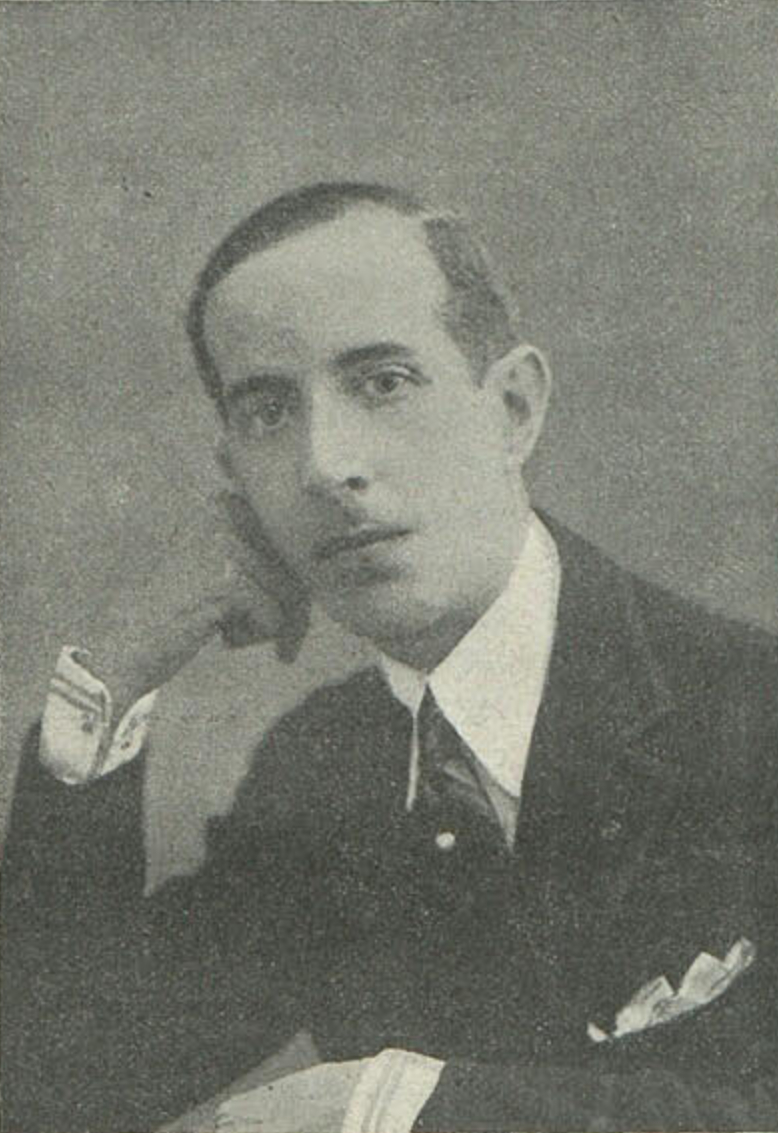
Gustavo Sánchez Galarraga

Gustavo Sánchez Galarraga, född 2 februari 1893 i Havanna, död 4 november 1934, var en kubansk skald.
Sánchez Galarraga var president för Fomento del Teatro nacional och i litterära sektionen i Ateneo i sin hemstad. Åren 1915 och 1918 prisbelönades Sanchez Galarraga för skaldestycken av kubanska akademien för litteratur och konst. Av hans omfattande produktion kan nämnas diktsamlingarna: La Fuente matinal, Lampara votiva, La barca sonora, El jardín de Margarita, Copas de sueño, La Prìncesa buena och Glosas del camino. Sánchez Galarraga skrev även flera litteraturhistoriska arbeten, som El arte teatral en Cuba, Un poeta crepuscular, La máscara de anoche och La escuela de los padres med flera. 